# Vladimir Jovančić
Vladimir Jovančić, cyr. Владимир Јованчић (ur. 31 maja 1987 w Sarajewie) – serbski piłkarz występujący na pozycji napastnika. Obecnie jest piłkarzem Seongnam Ilhwa Chunma.
W przeszłości występował w FK BASK Belgrad, Radzie Belgrad i Partizanie Belgrad.